# Потенціал (оповідання)
«Потенціал» (англ. Potential) — науково-фантастичне оповідання американського письменника Айзека Азімова, опубліковане у лютому 1983 року в журналі «Isaac Asimov's Science Fiction Magazine». Оповідання увійшло до збірки «Наукова фантастика Азімова» (1986).

## Сюжет
Науковці Надін та Безіл в шукають базі Мультивака геноми людей схильних до телепатії. Генетична Рада має програми пошуку геномів з різними можливостями: резистентність до раку, математичний чи музичний талант та інші.
Хоча імовірність дуже низька, вони знаходять одного кандидата — Роланда Вошмена. Йому вже 16 років, а телепатичні здібності з віком або гальмують розвиток абстрактного мислення або пропадають. Науковці таємно відвідують містечко Роланда і розпитують садівника, в якого той вже три літа підробляє помічником. Той охоче розповідає, що Роланд не має ніяких здібностей окрім як до садівництва. Також Роланд провалює тест на відгадування чисел. Тепер науковці точно знають, що він не може чути їхні думки.
Після їх відїзду Роланд полегшено зітхає, він відчув небезпеку для себе, але не зрозумів трюку з відгадуванням чисел. Він не вміє чути думки людей. Але добре чує своїх помічників бджіл. Він чує колективну думку всього рою, якому потрібен лідер, щоб посунути людство з панівної ролі на Землі. Але Роланд вирішує, що ще не пора. Він має розвинути в собі здатність чути думки і інших тварин, щоб збільшити свій потенціал.